# Párnica
Párnica este o comună slovacă, aflată în districtul Dolný Kubín din regiunea Žilina. Localitatea se află la altitudinea de 455 m deasupra n.m., se întinde pe o suprafață de 51,99 km2 și în 2017 număra 894 de locuitori.

## Istoric
Localitatea Párnica este atestată documentar din 1420.

## Demografie
| An:                | 1994 | 2004   | 2014    | 2024    |
| ------------------ | ---- | ------ | ------- | ------- |
| Număr de persoane: | 757  | 737    | 867     | 988     |
| Diferență:         |      | −2,64% | +17,63% | +13,95% |

| An:                | 2023 | 2024   |
| ------------------ | ---- | ------ |
| Număr de persoane: | 980  | 988    |
| Diferență:         |      | +0,81% |